# Ноторикт
Ноторикт, або сумчастий кріт (Notoryctes) — рід ссавців з підкласу сумчастих, єдиний рід ряду ноториктоподібні (Notoryctiformes). Родове ім'я утворене від грец. νῶτος — «спина» і грец. ὀρύκτης — «копач».

## Систематика

### РідNotoryctes
Рід Ноторикт є єдиним родом родини ноториктових (Notoryctidae) та ряду ноториктоподібних (Notoryctiformes).
Включає два види, які населяють піщані ґрунти в посушливих частинах північно-західної та у центральній Австралії:
- «Ноторикт північний» (Notoryctes caurinus)[3][4], або «північно-західний сумчастий кріт» (Notoryctes typhlops)
- «Ноторикт південний», або «південний сумчастий кріт» (Notoryctes caurinus).

### Родина Notoryctidae
Родина Notoryctidae, окрім сучасного роду Notoryctes, містить вимерлий рід †Naraboryctes з єдиним відомим видом †Naraboryctes philcreaseri.

## Морфологія
Морфометрія. Довжина голови й тіла: 150–205 мм, довжина хвоста: 15—40 мм, середня вага: 180 г (максимальна відома для самців: 360, самиць: 326).
Опис. Живе під землею і тому має відповідні пристосування до способу життя. Очі рудиментарні, покриті шкірою, безлінзові, і, як зазначено у імені виду N. typhlops (грец. typhlops означає «сліпий»), нефункціональні. Ніздрі вузькі. Зубна формула: I 4-3/3, C 1/1, P 2/3, M 4/4 = 44-42, але різці варіюють в кількості. Передні кінцівки кремезні, кігті пальців три і чотири сильно збільшені і функціонують разом, як лопата, інші пальці зменшені. Центральний три пальці задніх ступнів мають збільшити кігті. Малий перший палець має ніготь, і п'ятий палець рудиментарний. Шерсть довга і тонко текстурована, розрізняються за кольором від сріблясто-білої до жовтувато-червоної.

## Поведінка
Сумчастий кріт, мабуть, не такий підземний, як справжній кріт (Talpa). Він може прорити нору на порівняно невелику відстань, а потім вийти і переміщуватися по поверхні, просуваючи себе головним чином задніми лапами і залишаючи своєрідний потрійний слід, утворений двома задніми ногами і хвостом. Під час риття він часто рухається на відстані близько 8 см під поверхнею, але потім може зануритися вертикально на глибину більше 2,5 м. Активний, боязкий, мабуть солітарний, схильний однаково і до денної й до нічної діяльності. Один полонений екземпляр виявився надзвичайно активним і пересувався безперервно по його житлу в пошуках їжі. Його ніс завжди був звернений вниз. Він засинав раптом кілька разів і прокидався так само раптово, щоб відновити свою гарячкову діяльність. Незважаючи на появу високого нервування, він, здавалося, не обурювався триманню в руках, в такому становищі навіть швидко споживав молоко, а потім раптом знову засинав. Наявна інформація свідчить про те, що найкращою поживою для нього є личинки деяких жуків і метеликів, а також мурахи й насіння.

## Генетика
Каріотип характеризується диплоїдним числом, 2n=20.